# Comuna Bateatîci, Kameanka-Buzka
Bateatîci (în ucraineană Батятичі) este o comună în raionul Kameanka-Buzka, regiunea Liov, Ucraina, formată din satele Bateatîci (reședința) și Lîpnîkî.

## Demografie
Componența lingvistică a comunei Bateatîci
     Ucraineană (99,61%)
     Alte limbi (0,34%)
Conform recensământului din 2001, majoritatea populației comunei Bateatîci era vorbitoare de ucraineană (99,61%), existând în minoritate și vorbitori de alte limbi.